# Henning Fritz
Henning Fritz (Magdeburg, 21 de setembro de 1974) é um ex-handebolista profissional alemão.
Foi eleito melhor do mundo pela EHF em 2004.